# Russi Taylor
Russi Taylor (Cambridge, Massachusetts, 4 de mayo de 1944-Glendale, California, 26 de julio de 2019) fue una actriz de voz estadounidense, conocida por haber sido la voz de Minnie Mouse en Inglés para Disney desde 1986 hasta su fallecimiento en 2019.

## Carrera
Las actuaciones más importantes de Taylor como Minnie Mouse fueron en House of Mouse y en la serie televisiva Mickey Mouse Clubhouse, además de la serie de videojuegos Kingdom Hearts, entre otras.
También ha interpretado las voces de Hugo, Paco y Luis y Webbigail Vanderquack en la serie de televisión Duck tales, en el videojuego Donald Duck: Goin' Quackers, y en otras apariciones como en las películas Mickey's Once Upon a Christmas y Mickey's Twice Upon a Christmas. Cuando los tres patos aparecen con mayor edad, como en Mickey Mouse Works y en House of Mouse, Tony Anselmo, la voz del Pato Donald, reemplazaba a Taylor en su papel como actor de voz. En el desfile "Mickey's Boo to You Halloween" en Walt Disney World, en Mickey Mouse Works y en Disney's House of Mouse, interpretaba a Clara Cluck. También aportó la voz de Daisy en Fantasía 2000.
Taylor también personificaba a varios personajes, incluyendo a Martin Prince, Sherri, Terri y Uter en la serie animada Los Simpson. Además, participó en dos proyectos complementarios de animación. El primero fue interpretando a Daisy Nohara, Max, y la abuela de Shin en la primera parodia inglesa de Crayon Shin-chan, mientras que el otro fue la voz de Otama en una nueva versión de Disney de Pompoko. 
Fue la voz original de Strawberry Shortcake en los seis especiales de televisión de 1980 (después, el personaje fue interpretado por Sarah Heinke. Actualmente es interpretado por Anna Cummer). Taylor también proveyó la voz del muppet Baby Gonzo en Muppet Babies, a Queen Rapsheeba en la serie de Nickelodeon ChalkZone (en donde apareció en los créditos como "Rosslyn Taylor"), Nova en Twinkle, the Dream Being, Pac-Baby en la serie televisiva Pac-Man, a las enfermeras en The Rescuers Down Under, a Morning Glory en My Little Pony, y realizó la voz de Birdie el Pájaro en los comerciales de McDonald's. También fue la voz de Drizella y del Hada Madrina en las películas de Cenicienta.
Taylor apareció también en Disney Princess Enchanted Tales: Follow Your Dreams, interpretando a Fauna, junto con sus compañeros de Los Simpson, Tress MacNeille y Frank Welker. Fue nominada para un Premio Emmy por su trabajo como actriz de voz en la serie de la PBS Jakers en 2006.

## Vida privada
Russi Taylor fue la esposa de Wayne Allwine, el actor que hacía la voz de Mickey Mouse, desde 1991 hasta la muerte de Allwine, quien falleció el 18 de mayo de 2009. Ambos fueron nombrados Disney Legends en 2008.

## Muerte
Taylor falleció el 26 de julio de 2019 en su casa de Glendale, California por cáncer de colon.